# Dubna (přítok Volhy)
Dubna (rusky Дубна) je řeka ve Vladimirské a v Moskevské oblasti v Rusku. Je 167 km dlouhá. Povodí má rozlohu 5350 km².

## Průběh toku
Pramení na svazích Klinsko-dmitrovské grjady. Ústí zprava do Volhy ve vzdálenosti 8 km pod hrází Volžské přehrady u města Dubna. Největším přítokem je řeka Sestra zleva.